# Сантана (Нордеште)
Сантана (порт. Santana) — район (фрегезия) в Португалии, входит в округ Азорские острова. Расположен на острове Сан-Мигел. Является составной частью муниципалитета Нордеште. Население составляет 449 человек на 2001 год. Занимает площадь 7,32 км².